# Falsches Geständnis
Ein falsches Geständnis ist ein Geständnis, welches nicht oder nur teilweise wahren Tatsachen entspricht.
Man unterscheidet zwischen freiwillig falschen Geständnissen, erzwungenen falschen Geständnissen (englisch coerced-compliant) und internalisierten falschen Geständnissen (englisch coerced internalized), wobei erzwungene und internalisierte falsche Geständnisse meist erst im Verlauf von Vernehmungen abgelegt werden.
In 25 % der später durch DNA geprüften Geständnisse kam heraus, dass ein falsches Geständnis abgelegt wurde und zwischen 10 und 20 % bereits mehrmals als Beschuldigte vernommener Personen geben an, schon mindestens einmal sie selbst belastende Falschaussagen gemacht zu haben. Dadurch kommt es oft zu Fehlurteilen.

## Arten von Falschen Geständnissen

### Freiwillig falsche Geständnisse
Freiwillig falsche Geständnisse können den verschiedensten Motiven entspringen. Unter anderem sind hierbei der Wunsch nach Selbstbestrafung und krankheitsbedingte Beeinträchtigungen der Realitätskontrolle zu nennen.
Weiterhin können freiwillige Geständnisse aus strategischen Gründen abgelegt werden. Meist zum Schutz des eigentlichen Täters, jedoch auch um die Gefahr zu minimieren, bisher unentdeckte Details zu verraten oder um zu vermeiden, zum Ziel krimineller Kollegen zu werden, die in die Tat involviert waren.
Ein weiteres Motiv kann die pathologische Sucht nach Berühmtheit und Anerkennung sein. Einer dieser seltenen, belegten Fälle einer narzisstischen Persönlichkeitsstörung, welche in mehreren hundert falschen Geständnissen ausuferte, ist der von Henry Lee Lucas. Der texanische Fall erregt große Aufmerksamkeit als Lucas, ein Ausreißer und Außenseiter, die Wirkung seiner bis dahin noch richtigen Geständnisse antizipierte und daraufhin hunderte weitere Verbrechen gestand. Eine spätere psychologische Untersuchung attestierte ihm „Persönlichkeitsstörungen“.

### Erzwungen falsche Geständnisse (coerced-compliant)
Bei erzwungenen falschen Geständnissen handelt es sich um Geständnisse, die wissentlich unter starkem (polizeilichem) Vernehmungsdruck gemacht werden und oftmals einer bestimmten Zielerreichung dienen, z. B. eine belastende Befragungssituation zu beenden oder versprochene Vergünstigungen zu erhalten. Dabei werden langfristige Konsequenzen häufig nicht bedacht, so dass es im Nachhinein meist auch zum Widerruf kommt. In autoritären Regimen werden Geständnisse häufig systematisch unter Anwendung von Folter erzwungen, um den Schein einer rechtmäßigen Verurteilung zu wahren. Hierbei steht das Ergebnis dieser Schauprozesse bereits von Anfang an fest. Historische Beispiele sind die Moskauer Prozesse, der NS-Volksgerichtshof und die Tribunale der roten Khmer, bis heute kommen solche Verfahren etwa in China, Nordkorea oder dem Iran zum Einsatz.

### Internalisiert falsche Geständnisse (coerced-internalized)
Bei internalisierten falschen Geständnissen geht der Beschuldigte von seiner eigenen Schuld aus, obwohl er unschuldig ist. Dies kann besonders durch langandauernde, suggestive Befragungsmethoden befördert werden. Eine Studie von Kassin und Kiechel von 1996 zeigte eine starke Auswirkung von belastenden Zeugenaussagen auf die Internalisierung von Schuld der im Versuch Angeklagten. 75 % der Versuchspersonen, die durch eine Zeugenaussage belastet wurden und sich in einem höheren Stresszustand befanden, zeigten Anzeichen der Internalisierung, 35 % von ihnen „erinnerten“ sich sogar an weitere Details einer Tat, die sie nicht begangen hatten. Auch bei den Teilnehmern in einer Versuchssituation mit weniger Stress zeigte sich eine signifikante Auswirkung der belastenden Zeugenaussagen. Dabei gab es in allen Effekten keine Geschlechterunterschiede, es ist also davon auszugehen, dass Männer und Frauen in gleicher Weise für die Internalisierung anfällig sind. Allerdings handelte es sich hier nur um eine Laborstudie, deren externe Validität (Anwendung auf den Alltag) nicht einzuschätzen ist, besonders da es sich bei dem Vergehen im Versuch um eine verhältnismäßig harmlose Unaufmerksamkeit mit geringen Konsequenzen handelte.
In einer aktuelleren Replikation der Studie von Kassin und Kiechel (1996) waren auch die Mehrheit der Teilnehmerinnen bereit, ein falsches Geständnis zu unterschreiben. Bei etwa der Hälfte der falschen Geständnissen gab es eine Internalisierung (42 %) und/oder Konfabulation (58 %), also die unbewusste Konstruktion einer Erinnerung. In dieser Replikation wurde der vermutete Einfluss von individuellen Unterschieden, wie Kooperationsbereitschaft zur Mitarbeit (compliance) und die Bereitschaft, übermittelte Informationen in das eigene kognitive System zu integrieren (suggestibility), nicht bestätigt.

## Risikofaktoren
Das Problem falscher Geständnisse hat international viel Aufmerksamkeit bekommen, da viele Einzelfälle bekannt wurden, in denen Personen aufgrund falscher Geständnisse verurteilt wurden. Dies ist besonders problematisch, da Studien darauf hinweisen, dass Geständnisse einen größeren Einfluss auf Gerichtsentscheidungen haben als beispielsweise Augenzeugenberichte.
Die Risikofaktoren falscher Geständnisse können personenbezogen oder situationsbezogen sein.

### Situationsbezogene Risikofaktoren

#### Vernehmungstechniken
Zu den situationsbezogenen Risikofaktoren zählen die Vernehmungstechniken der Polizei, welche man in geständnisorientierte und informationssammelnde Ansätze gliedert. Die geständnisorientierten Ansätze spielen im Bezug zu falschen Geständnissen die größere Rolle. Ein Bestandteil dieser Ansätze ist die Minimierungstechnik. Hierbei will der Vernehmer mittels des Signalisierens von Verständnis für die Tat sowie Anbieten von Entschuldigungen und Rechtfertigungen für die Tat dem Verdächtigen verdeutlichen, dass ein Geständnis die eigene Situation verbessern kann, negative Konsequenzen für das Selbstbild gemildert werden und eine Strafmilderung die Folge sein könnte.
Kassin und Kiechel bestätigten die Annahme, dass die Minimierungstechnik die Wahrscheinlichkeit von Geständnissen erhöht, allerdings auch falscher Geständnisse. In einer weiteren Studie von Kassin und McNall fand man den Grund dafür heraus: Individuen würden demnach in die Sätze der Vernehmenden, welche die Minimierungstechnik anwenden Nachsicht in der Verurteilung interpretieren.
Eine weitere Vernehmungstechnik geständnisorientierter Ansätze ist die Maximierungstechnik, welche das Gegenstück zur Minimierungstechnik darstellt. Hierbei findet eine direkte Schuldzuweisung statt oder eine allgemeine Betonung der Tatschwere und ihrer Folgen, um dem Beschuldigten zu vermitteln, dass ein Geständnis den einzigen Ausgang aus der Vernehmung darstellt.
Minimierungs- sowie Maximierungstechnik finden unter anderem Anwendung innerhalb der Reid-Methode. Allgemein zielen diese Vorgehensweisen auf tatsächliche Täter ab und werden problematisch, wenn als schuldig erachtete Personen zu Geständnissen motiviert werden.
Der Informationssammelnde Ansatz wird unter anderem im PEACE-Modell von Großbritannien angewendet. Hierbei stehen eine offene Befragung und aktives Zuhören im Vordergrund. Es werden also keine Techniken verwendet, mit denen die Geständnisbereitschaft erhöht werden soll.
In Deutschland legen deshalb rechtliche Rahmenbedingungen grundsätzlich einen informationssammelnden Vernehmungsansatz nahe, dieser kann allerdings nur verfolgt werden, wenn die Beschuldigten auch zu einer Aussage bereit sind. Da oft aber auch Aussagemotivierung eine Aufgabe polizeiliche Vernehmung ist, wird in diesen Fällen auf einen geständnisorientierten Vernehmungsansatz zurückgegriffen. Dies ist auch häufig der Anwendungsgrund der Minimierungstechnik, trotz des Risikos die Rate falscher Geständnisse zu erhöhen.
Dementsprechend bedarf es einer vollständigen Dokumentation der Vernehmungssituation, um herauszufinden, welche Befragungsbedingungen und -strategien zu einem falschen Geständnis geführt haben können.

#### Weitere situationsbezogene Risikofaktoren
Innerhalb von Beschuldigtenvernehmungen spielt auch die Voreinstellung des Vernehmenden eine wesentliche Rolle. Oftmals haben Vernehmende eine Schulderwartung gegenüber dem Beschuldigten, da es für dessen Vernehmung stets Gründe bedarf, anzunehmen, dass die Person sich der Tat schuldig gemacht hat. So kann es zu einer suggestiven Vernehmung und einem hohen Befragungsdruck kommen, was die Auftretenswahrscheinlichkeit falscher Geständnisse erhöht.
In einer Studie von Horselenberg et. al. wurde untersucht, ob die Plausibilität der vorgeworfenen Tat und die zu erwartenden Konsequenzen einen Einfluss auf die Wahrscheinlichkeit falscher Geständnisse haben. Hier ist jedoch anzumerken, dass es sich um experimentelle Untersuchungen handelt und die Ergebnisse somit nur eingeschränkt auf reale Fälle übertragbar sind. Die Ergebnisse der Studie legen nahe, dass bei geringer Plausibilität ein kleinerer Anteil der Personen ein Geständnis für eine Tat ablegen, die sie nachweislich nicht begangen haben. Zudem traten nur bei hoher Plausibilität Hinweise auf Internalisierung auf, das heißt, dass die Versuchspersonen nur unter dieser Bedingung selbst davon überzeugt waren, die Tat begangen zu haben.
Um die Bedeutung der Konsequenzen zu untersuchen, teilte man einem Teil der Versuchspersonen mit, dass ein Geständnis der Tat eine finanzielle Strafe zur Folge hätte. Hier fand man heraus, dass die Angabe von (bedeutenden) Konsequenzen die Wahrscheinlichkeit eines falschen Geständnisses stark reduziert.
Da es sich bei der vorgeworfenen Tat dieser Studie (Drücken einer „verbotenen Taste“ auf einer Computertastatur) um ein unabsichtliches Verhalten handeln könnte, wurde dies später durch Untersuchungen zu absichtlichem Verhalten ergänzt. Die Ergebnisse deuten darauf hin, dass bei unabsichtlichem Verhalten häufiger falsche Geständnisse auftreten als bei absichtlichem. Begründet wird dies damit, dass sich die Person bei absichtlichem Verhalten bewusst für dieses entschieden haben muss und somit Erinnerungen an diesen Entscheidungsprozess hat. Bei unabsichtlichem Verhalten hingegen liegt keine bewusste Entscheidung vor, an die sich die Person erinnern kann. Somit kann die Person nicht ausschließen, dass es unbewusst zu dieser Handlung gekommen sein kann. Aus dem gleichen Grund treten hier außerdem leichter Internalisierungen auf.

### Personenbezogene Risikofaktoren

#### Intellektuelle Beeinträchtigungen
Einen zentralen personenbezogenen Risikofaktor falscher Geständnisse stellen intellektuelle Beeinträchtigungen dar. Es ist davon auszugehen, dass Zeugen mit Lernbehinderung oder Intelligenzminderung zwar sehr wohl in der Lage sind, Aussagen über für sie relevante Ereignisse zu tätigen – im Hinblick auf Vollständigkeit und Genauigkeit liegt ihre Aussageleistung jedoch vermutlich unter derjenigen Normalbegabter. Die sachgerechte Befragung scheint im Falle der Vernehmung von intellektuell beeinträchtigten Zeugen vor diesem Hintergrund von besonderer Bedeutung, da diese Personengruppe sowohl eine erhöhte Suggestibilität als auch eine Beeinträchtigung ihrer Gedächtnisleistung aufweisen.
Dafür spricht auch die Annahme von Fulero und Everington, dass minderbegabte Personen ihre Entscheidungen stärker als andere von momentanen situativen Umständen abhängig machen und so zum Beispiel einem hohen Befragungsdruck eher nachgeben, um die aversive Situation zu beenden. Aversive und suggestive Situationen scheinen demnach das Risiko falscher Geständnisse innerhalb dieses Personenkreises zu erhöhen.
Bei professioneller Vernehmung jedoch sollte gerade die „geringer ausgebildete Fähigkeit zu gedanklicher Weiterverarbeitung und produktiver Phantasietätigkeit“ zu weniger Verfälschungen, Ergänzungen oder Veränderung von Erlebnissen führen. Mehrere Studien konnten außerdem zeigen, dass „freie Berichte lernbehinderter Personen [zwar] häufig weniger vollständig ausfallen als Berichte einer nicht beeinträchtigten Vergleichsstichprobe, im Verhältnis aber nicht mehr fehlerhafte Details enthalten“.

#### Kognitive Beeinträchtigung aufgrund von Erschöpfung, Schlafdeprivation und Glucosemangel
Kognitive Beeinträchtigungen im Verhör stehender Personen können auch akut durch situationsbedingte Faktoren entstehen, zum Beispiel die Reduzierung der Selbstregulationsfähigkeit bei Erschöpfungszustand in einem sehr langen Verhör. Die daraus resultierenden Minderung der Widerstandsfähigkeit gegenüber der Polizei erhöht das Risiko der durch enormen Vernehmungsdruck induzierten falschen Selbstanschuldigungen bis hin zu komplett falschen Geständnissen drastisch. Diese Faktoren weisen auf externale sozialpsychologische Einflüsse hin. Die Studie von Redlich et al. (2011) zeigte, dass Personen – die falsche Geständnisse äußerten – einen signifikant höheren externalen Vernehmungsdruck verspürten, als Personen, die wahre Geständnisse äußerten.
Hierbei ist neben den bereits genannten Erschöpfungszuständen vor allem die gravierenden Symptome der Schlafdeprivation sowie akutem Glukosemangel zu nennen.
Dies führt zunächst zu einer Verminderung der kognitiven Leistungsfähigkeit, die kurzfristige Ziele wie zum Beispiel das baldige Ende der Vernehmung unverhältnismäßig viel attraktiver erscheinen lassen gegenüber den eigentlich angestrebten Langzeitzielen wie der persönliche bestmögliche Ausgang des Verhörs. Darüber hinaus sind auch die kognitiven Verarbeitungskapazitäten zur Analyse eintreffender Informationen eingeschränkt sowie der Zugang zu und die Integration relevanter Informationen aus dem Langzeitgedächtnis. Insbesondere der Schlafmangel führt laut Studien zu einer weit erhöhten Suggestibilität und erhebliche Defizite in Entscheidungsprozessen.
Außerdem ist die Impulskontrolle, die Emotionsregulation und die Arbeitsgedächtnisleistung reduziert sowie unter Umständen die Willenskraft, sich gegen Suggestivfragen und unlauteren Verhörmethoden zur Wehr zu setzen. Insgesamt führt aber immer die Kombination aus mehreren Faktoren zu einem falschen Geständnis.

#### Alter des Beschuldigten
Das Alter der beschuldigten Person hat einen nennenswerten Einfluss auf die Tendenz, ein falsches Geständnis abzulegen. Befunde aus Studien zeigen, dass Kinder und Jugendliche eine erhöhte Anfälligkeit für das Ablegen falscher Geständnisse aufweisen.
In einer Studie von Riedlich und Goodman von 2003 wurden 3 Altersgruppen untersucht, die auf Basis falscher Beweise beschuldigt wurden, während eines Experiments einen Computer kaputt gemacht zu haben: 12–13-Jährige, 15–16-Jährige und junge Erwachsene. Die Studie zeigt, dass die Altersgruppe das Ablegen eines falschen Geständnisses signifikant beeinflusst: 78 % der 12–13-Jährigen und 72 % der 15–16-Jährigen legten ein falsches Geständnis ab, während es bei den jungen Erwachsenen nur noch 59 % waren. Die beiden jüngeren Altersgruppen haben eher die Verantwortung für ihr vermeintliches Handeln übernommen, als die Gruppe der jungen Erwachsenen, Diese Ergebnis legt nahe, dass umso jünger eine beschuldigte Person ist, desto anfälliger sie für das Ablegen eines falschen Geständnisses ist.
Des Weiteren wurden Daten erhoben, die zeigen, dass 12–13-Jährige anfälliger dafür sind, mit der Meinung einer Autorität konform zu gehen, ohne es zu hinterfragen, als junge Erwachsene. In der Studie wurde den Jugendlichen eine Erklärung vorgelegt, die sie unterschreiben sollten, um ihr Geständnis abzulegen und die Schuld anzuerkennen. Hierbei haben 65 % der 12–13-Jährigen kein einziges Wort gesagt und die Erklärung widerstandslos unterschrieben, während es bei den jungen Erwachsenen nur 33 % waren. Letztere stellten häufiger Fragen zum Geschehen und gaben häufiger Kommentare ab.
Dieses Ergebnis ist besonders interessant für Länder, in denen bereits 14-Jährige nach Erwachsenenstrafrecht verurteilt werden. Auch auf Verhandlungen, in denen Kinder oder Jugendliche als Zeugen aussagen, kann es von großer Wichtigkeit sein, sich der Beeinflussbarkeit junger Zeugen bewusst zu sein und Vernehmungstechniken entsprechend anzupassen.

## Erkennen falscher Geständnisse
In etwa 20 % der fehlerhaften Verurteilungen liegen falsche Geständnisse der Beschuldigten vor. Wie diese zustande kommen könnten, wurde bereits in vorherigen Abschnitten erläutert.
Fälschlicherweise wird meist angenommen, dass vor allem Polizisten gut zwischen wahren und falschen Geständnissen unterscheiden können. Dies ist leider nicht der Fall.
Studien zeigen, dass die Trefferquote im Erkennen falscher Geständnisse bei Polizeibeamten nur etwas über 50 % liegt, ist also nur minimal besser als ein Münzwurf. Auch Polizisten, die ein spezielles Training absolviert haben, dass sie in diesem Bereich schulen soll, schneiden nicht besser ab. Sie sind lediglich überzeugter und fühlen sich sicherer in ihren Entscheidungen. Außerdem machen Polizisten gehäuft falsch positive Fehler, werten also ein falsches Geständnis als wahr.
Im Vergleich dazu sind ungeschulte Zivilpersonen etwas besser im Erkennen falscher Geständnisse, sie machen weniger falsch positive Fehler, sind aber nicht so überzeugt von ihren Entscheidungen.